# Wei Boyang
Wei Boyang (in cinese tradizionale 魏伯陽, in cinese semplificato 魏伯阳; fl. II-III secolo) è stato uno scrittore e alchimista cinese ritenuto immortale, la cui aura di leggenda si diffuse nel II secolo all'epoca della dinastia Han orientale.

## Biografia
Visse nell'odierno Zhejiang. Secondo quanto tramandato, Wei Boyang sarebbe stato chiamato alla corte imperiale nel 121 d.C., dove avrebbe rifiutato un incarico. Nell'ambito della tradizione taoista si dice che si sia ritirato sulle montagne per cercare l'elisir dell'immortalità.
Pur essendo una figura semi-leggendaria, è il primo scrittore ad aver documentato la composizione chimica della polvere da sparo nel trattato del 142 a lui attribuito, il Zhouyi Cantong Qi (參同契 / 叁同契, Il Sigillo dell'Unità dei Tre collegato ai Mutamenti dei Zhou), ispirato al Classico dei Mutamenti.

### IlZhouyi Cantong Qi
Il testo, che descrive i passi dell'opera alchemica, ci è pervenuto attraverso una serie di commentari, e fu scritto probabilmente in più fasi dall'epoca della dinastia Han in poi, fino a quando non si avvicinò alla sua forma attuale prima del 450 d.C.
Si tratta di un classico dell'alchimia interna (neidan), considerato la prima testimonianza scritta dell'alchimia cinese, al quale molti altri testi alchemici faranno riferimento.
L'opera, altamente simbolica, fa un abbondante ricorso ad immagini poetiche e allegoriche, illustrando modalità proprie dell'alchimia neidan per sviluppare la forza interiore, che agirà come una sorta di magico elisir nel corpo dell'adepto. Contiene inoltre istruzioni per la meditazione taoista, attraverso le quali comprendere il funzionamento dello yin e dello yang e come farne uso. Tale processo viene illustrato attraverso i rimandi ai trigrammi e agli esagrammi dello Yijing.
Del puro elisir yang, attraverso il quale ristabilire e rigenerare l'energia della vita, viene descritto il processo di creazione mediante l'osservazione dei cicli microcosmici e macrocosmici per raggiungere l'Uno, il Dao. In linea con l'insegnamento taoista ribadisce tuttavia che tale obiettivo non può essere raggiunto senza coltivare al contempo l'atteggiamento di inazione, il wu wei.
Oltre alle speculazioni sullo Yijing, il Cantong Qi offre trattazioni anche sulla numerologia, sul calendario cinese, sulle scoperte scientifiche dell'epoca, e in parte sui fondamenti della medicina tradizionale cinese.